# Liudger (Billunger)

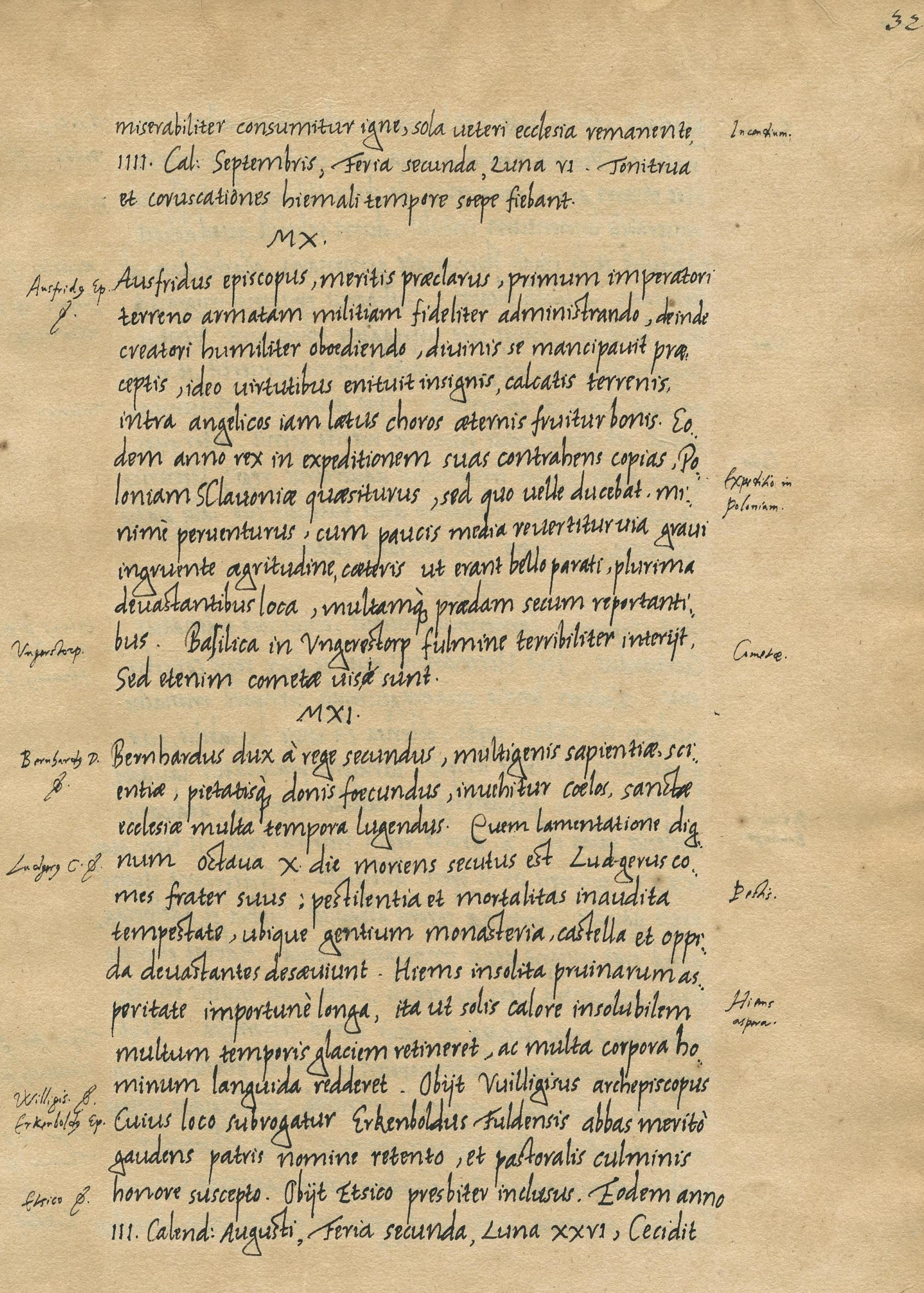
Nachricht über den Tod Liudgers in einem Eintrag zum Jahr 1011 in den Annales Quedlenburgenses (Abschrift aus der Mitte des 16. Jahrhunderts; SLUB Dresden, Mscr. Dresd. Q.133, Nr. 4, Blatt 32r).

Liudger, auch Liutger, Ludiger, Liudiger oder Luderus, niederdeutsch Lüder († 26. Februar 1011), war der jüngere Bruder des sächsischen Herzogs Bernhard I. aus dem Geschlecht der Billunger. In den Quellen wird Liudger als Graf (comes) bezeichnet. Dort erscheint er fast nur an der Seite seines älteren Bruders.
Die Stellung Liudgers innerhalb des billungischen Fürstenhauses ist in der Mittelalterforschung noch nicht abschließend geklärt. Während ein Teil der Historiker ihn als begüterten Miterben neben seinem älteren Bruder ansieht, der auch über eigene Herrschaftsrechte verfügte, soll Liudger nach Auffassung von Gerd Althoff nur ein Schattendasein als „Ersatzmann“ für Herzog Bernhard I. geführt haben.

## Herkunft und Familie
Liudger war der Sohn Hermann Billungs. Sein älterer Bruder Bernhard folgte dem Vater mit dessen Tod als Herzog in Sachsen nach. Liudger hatte zwei Schwestern, Mathilde und Schwanhild.
Liudger war mit Emma verheiratet. Nachkommen Liudgers sind nicht überliefert. Der Bremer Domscholaster Adam von Bremen berichtet in der Hamburger Kirchengeschichte aus der Zeit um 1070 von einer namentlich nicht benannten Tochter von Liudgers Frau Emma. Den Vater erwähnt Adam nicht. Dennoch geht ein Teil der Forschung seit jeher davon aus, es handele sich nicht nur um Emmas, sondern auch um Liudgers Tochter. Auch männliche Nachfahren des Paares werden erörtert. In der Lebensgeschichte des Paderborner Bischofs Meinwerk, der Vita Meinwerci, wird der spätere Paderborner Bischof Imad als Sohn von Meinwerks Schwester bezeichnet. In der Hamburger Kirchengeschichte heißt es, Emma sei die Schwester eben dieses Meinwerk gewesen. Dennoch wird eine Abstammung Imads von Emma angezweifelt, weil die Notiz zur Verwandtschaft Emmas mit Meinwerk erst in einer Abschrift aus der Zeit nach dem Jahr 1160 eingefügt wurde. Umgekehrt kennt die Vita Meinwerci zwar Emma als Frau Liudgers, aber nicht als Schwester Meinwerks. Als Schwestern Meinwerks benennt sie stattdessen Glismod und Adela.

## Machtbefugnisse
Die Frage nach Liudgers Machtbefugnissen innerhalb des Adelsgeschlechtes der Billunger wird in der Forschung uneinheitlich beantwortet. Das betrifft sowohl eine etwaige Teilhabe an der Herrschaft seines älteren Bruders Bernhard I. als auch mögliche eigene Herrschaftsrechte als Graf.

### Teilhabe an der Herrschaft Bernhards I.
Über Liudgers politische Bedeutung für die Herrschaft seines älteren Bruders ist den mittelalterlichen Quellen nichts Sicheres zu entnehmen. Dort wird ausschließlich Bernhard I. als Herzog bezeichnet. Dieser zeichnete sich als Oberhaupt des mächtigsten und reichsten Adelsgeschlechtes im nördlichen Sachsen durch eine besondere Nähe zum Königshof aus. Nach der Überlieferung gehörte er zu den engsten Beratern der Könige und Kaiser Otto II. (973–983), Otto III. (983–1002) sowie Heinrich II. (1002–1024). Entsprechend häufig findet er in mittelalterlichen Urkunden, Annalen und Chroniken Erwähnung. Demgegenüber wird Liudger nur am Rande erwähnt.
Trotz dieses Befundes geht ein Teil der Mittelalterforschung davon aus, dass Liudger für die Herrschaft der Billunger in Sachsen eine bedeutende Rolle spielte, ohne diese näher zu bestimmen. Diese Einschätzung gründet sich vorrangig auf Nachrichten aus der Chronik des Klosters St. Michael in Lüneburg, des Hausklosters der Billunger. Darin heißt es, beide Brüder seien ihrem Vater Hermann in die Herzogswürde nachgefolgt und hätten ihn gemeinsam beerbt. Die Chronik stammt aus der Zeit zwischen 1229 und 1233 und ist damit erst rund 200 Jahre nach Liudgers Tod entstanden. Dennoch gilt sie als glaubhaft, da dem Verfasser der Chronik ältere, heute verloren gegangene Urkunden vorgelegen haben sollen. Zudem erscheint der mediävistischen Forschung eine Teilhabe Liudgers an der Herrschaft seines älteren Bruders Bernhard I. auch in Ansehung der Herrschaftspraxis des billungischen Herzogshauses in den Folgegenerationen als naheliegend. Auch Bernhards I. Sohn Thietmar hatte neben seinem älteren Bruder Herzog Bernhard II. Anteil an der Herrschaft. Und Bernhards II. Sohn Herrmann vertrat seinen älteren Bruder Herzog Ordulf sogar über mehrere Jahre an der Spitze des Fürstenhauses. Schließlich fällt auf, dass Liudger fast immer an der Seite seines Bruders Bernhard I. hervortritt. In einer Aufzeichnung über das Ergebnis der Grenzverhandlungen zwischen den Bistümern Hildesheim, Minden und Verden aus der Zeit zwischen dem 15. Januar und 13. Mai 993 führen „Herzog Bernhard und sein Bruder Liudger“ die Liste der weltlichen Zeugen an (Bernhardi ducis suique fratris Liudgeri).
Gerd Althoff zeigt in seiner 1990 veröffentlichten Untersuchung zu Gruppenbindungen im Mittelalter die Grenzen von Liudgers Stellung innerhalb des Adelsgeschlechtes der Billunger auf. Danach beschränkte sich die Rolle Liudgers auf die des „Ersatzmannes“ für den älteren Bruder. Nur die Anerkennung von Bernhards Erstgeburtsrecht und die Unterordnung unter dessen Herrschaftsanspruch hätten Liudger überhaupt erst den Verbleib am Hof ermöglicht, um im Interesse des Familienverbandes beim Ausfall des Regenten einzuspringen. Auf keinen Fall habe sich Liudgers Teilhabe an der Herrschaft der Billunger als Mitherrschaft dargestellt, und am Erbgut des Vaters sei er höchstens in kleinerem Umfang beteiligt gewesen. Demgegenüber hatte Althoff in seiner Habilitationsschrift aus dem Jahre 1984 noch die Auffassung vertreten, Liudger habe als jüngerer Bruder unmittelbar an der Herrschaft des Herzogsgeschlechtes partizipiert. Ernst Schubert hat in der Auseinandersetzung mit Althoffs Beurteilung einen vermittelnden Standpunkt eingenommen. Zwar habe sich Liudger dem älteren Bruder untergeordnet, gleichwohl sei ein einvernehmliches brüderliches Zusammenwirken festzustellen, das den Frieden innerhalb des Adelsgeschlechtes der Billunger sicherte.

### Eigene Herrschaftsrechte Liudgers
Anhand der wenigen Nachrichten über Liudger wird mit unterschiedlichen Ergebnissen erörtert, ob Liudger als Graf über eigene Herrschaftsrechte oder zumindest über den dafür notwendigen Grundbesitz verfügte. Im Mittelpunkt der Überlegungen stehen zwei Urkunden Ottos III. sowie eine Passage aus der Hamburger Kirchengeschichte Adams von Bremen.

#### Die Schenkungsurkunde für Minden
In der älteren Urkunde Ottos III. erteilt Liudger seine Einwilligung zu einer Landschenkung des Königs an den Mindener Bischof Milo und die Mindener Kirche. Die Schenkung erfolgte am 9. September 991 und wurde von Otto III. auf der Brandenburg vorgenommen. Der elfjährige König hatte die im Zuge des Slawenaufstandes von 983 verlorene Festung an der Spitze eines sächsisch-polnischen Heeres von den Lutizen zurückerobert. Nach der Einnahme der Burg stellte er dort in einem demonstrativen Herrschaftsakt eine Urkunde aus. Darin schenkte er dem Mindener Bischof Milo die Forste Huculinhagen und Stioringowald und fügte den Wald „Suntel“ westlich der Weser bis zur Grenze des Bistums hinzu, das heutige Wiehengebirge. Zu der Übertragung des Waldgebietes erteilten sowohl Herzog Bernhard I. als auch Liudger ihre Zustimmung. Daraus wird zunächst abgeleitet, dass beide vor Ort waren und das sächsische Heeresaufgebot gemeinsam anführten. Es ist davon auszugehen, dass sie der Übertragung zustimmen mussten, weil sie Rechte an dem Suntelwald hatten, die sie jetzt zu Gunsten des Mindener Bischofs aufgaben. Der Nestor der Billungerforschung, der Lüneburger Archivar Anton Christian Wedekind, deutete 1835 die gemeinsame Zustimmung mit einem Miteigentum beider Brüder an dem Wald. Wedekind ging generell davon aus, dass die Angaben der Lüneburger Chronik über eine gemeinsame Nachfolge der Brüder in das Erbe des Vaters zutreffend sind. Im Gegensatz dazu stufte Ruth Bork 1951 in ihrer Dissertation die Zustimmung Liudgers als ein Indiz für dessen Alleineigentum an dem Suntelwald ein.

#### Die Schenkungsurkunde für Liudger
In der jüngeren Urkunde Ottos III. ist Liudger selbst der Empfänger einer kaiserlichen Schenkung. Auf Intervention seines Bruders Bernhard I. und des Paderborner Bischofs Meinwerk erhielt er am 27. April 1001 in einer im italienischen Ravenna ausgestellten Urkunde den Fronhof Stipenlo mit allem lebenden und toten Inventar. Die Lage des Fronhofes wird in der Urkunde mit „in der Grafschaft dieses Grafen Liudger und im Westfalengau“ (in comitatu ipsius Liutgeri comitis et in pago Westfalon) beschrieben. An der Existenz einer Grafschaft Liudgers ausgerechnet an der Ruhr sind jedoch mehrfach Zweifel geäußert worden. Der Fronhof lag weit entfernt von den übrigen Besitzungen der Billunger, die sich zwischen Weser und Elbe konzentrierten. Zwar war Fern- oder Streubesitz im Mittelalter nicht ungewöhnlich, zumal sich auf diese Weise Missernten durch Erträge an anderen Orten ausgleichen ließen. Weiterer Fernbesitz der Billunger an der Ruhr ist jedoch nicht überliefert. Paul Derks hält es für möglich, dass es sich bei der Angabe der Grafenrechte um eine spätere Ergänzung handelt, die damit keinen historischen Quellenwert besäße. Die Urkunde wurde nur in Abschrift in einem Bremer Kopialbuch aus dem 14. Jahrhundert überliefert. Da das Kopialbuch nach einem Fliegerangriff der Royal Air Force auf Hannover in der Nacht des 9. Oktober 1943 im Hauptstaatsarchiv verbrannte, ist eine weitere Aufklärung nicht mehr möglich.

#### Das Gut Lesum
Umfangreicher Grundbesitz Liudgers an der Weser wird aus einer beiläufigen Notiz bei Adam von Bremen abgeleitet. Dieser berichtet im Zusammenhang mit der Nachricht über den Tod von Liudgers Ehefrau Emma, das Gut Lismona sei wegen eines unbekannten Vergehens von Emmas Tochter durch Kaiser Konrad II. eingezogen worden. Der Umfang dieses Gutes war außergewöhnlich groß. Es bestand unter anderem aus 700 Bauernhöfen, einem großen Waldgebiet, Küstenstreifen und Streubesitz um Bremen. Zu einer Herkunft der Güter aus Emmas oder Liudgers Besitz äußert sich Adam von Bremen nicht. Die Einstufung Lesums als Erbgut der Billunger geht auf eine nachträgliche Vereinnahmung eines Grafen Hermann (comes Herimannus) als Vorfahr der Billunger zurück, wie sie etwa von Richard Drögereit vorgenommen wurde. Hermann wird in einer zwischen 860 und 865 von Ansgar verfassten Handschrift über die Wunder des Bremer Bischofs Willehad als Graf in Lesum erwähnt.

## Tod und Gedenken

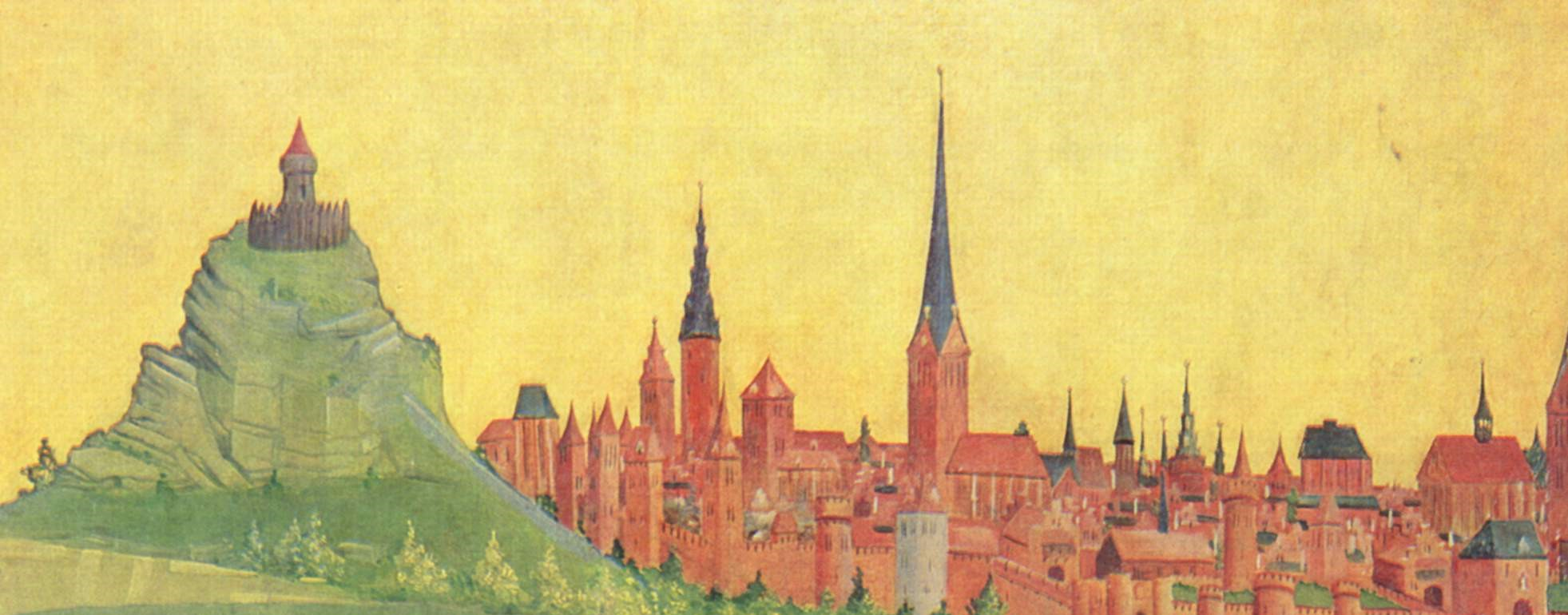
Hans Bornemann: Detail eines Altarflügels des Heiligentaler Altars in St. Nicolai (Lüneburg), um 1450. Links der Lüneburger Kalkberg, auf dem sich bis 1371 das Michaeliskloster befand, Grablege Liudgers.

Liudger starb im Jahr 1011, wie wenige Tage vor ihm sein Bruder Bernhard. Er wurde vor dem Hauptaltar der Krypta des 1371 abgerissenen Michaelisklosters in Lüneburg beigesetzt, und zwar direkt neben seinem Bruder. Auf der nicht mehr vorhandenen Grabplatte befand sich eine Inschrift in lateinischer Sprache. Ihr zufolge trug Liudger wie sein Bruder zum Ruhme seines Geschlechts bei. Das Nekrolog der Kirche St. Michael in Lüneburg enthält unter dem 26. Februar einen Eintrag zu seinem Gedenken, ebenso das Nekrolog des Klosters Möllenbeck. Auch die Quedlinburger Annalen, die Vita Meinwerci und der Annalista Saxo vermerken seinen Tod.